# Seriolella porosa
Seriolella porosa är en fiskart som beskrevs av Guichenot, 1848. Seriolella porosa ingår i släktet Seriolella och familjen svartfiskar. Inga underarter finns listade i Catalogue of Life.